# Pola Raksa
Apolonia Raksa, detta Pola (Lida, 14 aprile 1941), è un'attrice, cantante e modella polacca.
Fu particolarmente popolare in Polonia e all'estero negli anni '60 e '70.

## Biografia e carriera
Nata da Edward Raksa, Pola nacque a Lida, oggi in Bielorussia . I suoi genitori lasciarono il territorio tedesco occupato dai nazisti nel 1943 e dopo la seconda guerra mondiale si stabilirono a Breslavia (Wrocław), nel quartiere di Lesnica.
La sua carriera iniziò negli anni '50, quando fu notata da un giornalista della rivista Dookoła Świata in un bar mleczny (la caffetteria tipica della Polonia del dopoguerra) . Questi fece alcune foto e Raksa apparve sulla rivista come Ragazza della settimana. Poco dopo le furono offerte le prime piccole parti in alcuni film. Dopo essersi diplomata al liceo a Breslavia, studiò presso l'Università della città, al Dipartimento di Filologia (Lingua polacca).  Raksa partecipò alle attività del teatro studentesco. Successivamente cambiò specializzazione e si trasferì a Łódź, alla Scuola Nazionale di Cinema. Si diplomò nel 1964 e nello stesso anno debuttò sul palco. Tra il 1964 e il 1968 recitò al Teatr Powszechny a Łódź, poi si trasferì a Varsavia, per suonare nel Teatr Wspolczesny (quartiere Śródmieście, Varsavia). Negli stessi anni recitò in vari film, tra cui Il manoscritto di Saragozza di Wojciech Has (1964) e Ceneri sulla grande armata di Andrzej Wajda (1965).
Nel 2003 i lettori del quotidiano Super Express la scelsero come la migliore tra le attrici bionde polacche. 
Raksa ricevette numerosi premi, tra cui l'onorificenza della Croce d'Oro al Merito nel 1974.
Ebbe un figlio, Marcin Kostenko, con il suo primo marito, il cineasta Andrzej Kostenko.

## Filmografia parziale
- Szatan z siódmej klasy, regia di Maria Kaniewska (1960)
- Panienka z okienka, regia di Maria Kaniewska (1964)
- Il manoscritto di Saragozza (Rekopis znaleziony w Saragossie), regia di Wojciech Has (1964)
- Ceneri sulla grande armata (Popioły), regia di Andrzej Wajda (1965)
- Bicz bozy, regia di Maria Kaniewska (1966)
- Zosja (Зося), regia di Michail Sinaevič Bogin (1967)
- Czterej pancerni i pies - serie televisiva
- Przygoda z piosenka, regia di Stanisław Bareja (1968).[1]
- Uprowadzenie Agaty, regia di Marek Piwowski (1993)

## Premi e riconoscimenti
- Vincitrice del premio della rivista Soviet Screen al Festival internazionale del cinema di Mosca (1967, per il suo ruolo in Zosia )
- Miglior attrice nel 1967 secondo i lettori del giornale Soviet Screen
- Personalità culturale illustre della Polonia (1979)
- Vincitrice del premio del II Festival Televisivo di Teatro Drammatico per il suo ruolo nell'opera teatrale Romeo e Giulietta (1965)
- Vincitore del premio Maschera d'Argento (1967, 1969, 1970)
- Croce d'Oro al Merito (1974)